# Paraheterorhabdus compactus
Paraheterorhabdus compactus är en kräftdjursart som först beskrevs av Georg Ossian Sars 1900.  Paraheterorhabdus compactus ingår i släktet Paraheterorhabdus och familjen Heterorhabdidae. Inga underarter finns listade i Catalogue of Life.